# 2007 au Maroc
Chronologie du Maroc
- 2003
- 2004
- 2005
- 2006
- 2007
- 2008
- 2009
- 2010
- 2011

Cet article présente les faits marquants de l'année 2007 au Maroc ou relatifs au Maroc.

## Événements
- 21 avril: Inondation tragique à Zaio . Bilan: une jeune fille meurt noyée[1].

## Naissance en 2007
- 28 février : Lalla Khadija, fille du roi Mohamed VI, et de la princesse Lalla Salma.

## Décès en 2007
- Mohammed Taoud, chef d'orchestre marocain et maître de la musique arabo-andalouse.